# Aneta Voleská
Aneta Voleská, nebo také Anetta Voleská (* 9. května 1947, Praha) je česká tanečnice, choreografka, baletní mistryně a pedagožka.

## Život
S baletem začala už jako tříletá, kdy jí její maminka, veliká fanynka baletu, přivedla k primabaleríně Národního divadla Zdeně Zabylové do Hlaholu. Než byla přijatá na konzervatoř, byla šest let v baletní přípravce Národního divadla u Naděždy Sobotkové, Věry Ždichyncové a Olgy Páskové. Po absolvování konzervatoře v roce 1962 záhy dostala od Jiřího Němečka angažmá v baletu Národního divadla jako sboristka. V rocích 1964, 1965 a 1966 se zúčastnila Mezinárodní baletní soutěže ve Varně, kde dvakrát získala čestný diplom. I když pocházela z buržoazní a antikomunistické rodiny, absolvovala v letech 1966 až 1967 půlroční stáž při Velkém divadle v Moskvě. Po návratu ze stáže do Národního divadla, kde měla celoživotní angažmá, se zde stala sólistkou.
Díky své všestranně vyspělé technice tančila řadu romantických, dramatických a komediálních rolích, například Marii v Bachčisarajské fontáně, Nausikaá v Bloudění Odysseově, Svanildu v Coppélii, Amora v Donu Quijotovi, Mefistofelu v Doktoru Faustovi, Nymfu ve Faunově odpoledni, Giuliettu v Hoffmannových povídkách, Milenku v Istar, Kateřinu v Kamenném kvítku, Kolombínu v Karnevalu, Mášenka v Louskáčkovi, Julii v Romeovi a Julii, Aegina ve Spartakovi, Čertici ve Stvoření světa, Růženku a Dobrou vílu v Šípkové Růžence a titulní role v Giselle, Signorině Gioventù, titulní roli a Zlou sestru v Popelce a v mnoho dalších rolích.
Od roku 1982 do 1990 působila jako baletní mistryně a pedagožka v Armádním uměleckém souboru Víta Nejedlého a v roce 1987 obdržela prémii Českého literárního fondu za roli Valentiny v baletu Angara A. Ešpaje. Také jako pedagog byla od roku 1984 i v Pražském komorním baletu a Státní opeře do roku 2013. V Národním divadle působila až do konce roku 1989, kdy odešla do důchodu. Následně v letech 1990 až 2013 vyučovala na Taneční konzervatoři Praha. Během zahájení 137. sezony Národního divadla byla 26. srpna 2019 uvedena do Síně slávy Národního divadla. Za svou práci obdržela za rok 2020 Cenu Thálie za celoživotní mistrovství v kategorii balet a pantomima a jiný tanečně dramatický žánr.

## Ocenění
- 2019 Síň slávy Národního divadla
- 2020 Cena Thálie za celoživotní mistrovství v kategorii balet a pantomima a jiný tanečně dramatický žánr